# Alucita chloracta
Alucita chloracta là một loài bướm đêm thuộc họ Alucitidae. Loài này có ở Bénin.